# Cruz ortodoxa

Cruz ortodoxa.

La cruz ortodoxa más difundida en la Iglesia ortodoxa es aquella de ocho brazos, que recibe también el nombre de crucifijo. Sobre el eje central (vertical) se encuentran tres travesaños, dos horizontales y uno inclinado.
El más cercano al centro es grande, para las manos de Cristo crucificado.
El travesaño horizontal superior recuerda la tablilla con la inscripción «Jesús Nazareno, Rey de los Judíos». Escrita en tres lenguas –griego, latín y hebreo–, fue colocada sobre la cruz de Cristo por orden de Poncio Pilato. Era costumbre romana escribir la culpa del reo en estas tablillas.
En la tradición ortodoxa, los pies de Cristo no están atravesados por un solo clavo, como en la católica, sino con dos clavos: uno por cada pie. El travesaño inferior es para los pies del Crucificado. Uno de sus extremos está un poco alzado: muestra el paraíso, hacia el cual se dirigió el Buen Ladrón crucificado junto a Cristo. El otro extremo, en cambio, se dirige hacia abajo: hacia el infierno, el lugar destinado al otro ladrón, que no se arrepintió.
Muchas veces, debajo de la cruz puede verse la imagen de una calavera: es la cabeza de Adán, el cual, según la tradición, había sido sepultado en el Gólgota, bajo el lugar donde después fue crucificado Cristo. En la hendidura de la roca, bajo la Cruz, cae sobre la cabeza de Adán una gota de la sangre de Cristo. Se le devuelve así la vida a Adán: al hombre y a la humanidad.
Al lado de la cruz se representa muchas veces a la Virgen María y al discípulo amado por Cristo: el apóstol Juan, el que se cree que fue el discípulo a quien Jesús amaba de la Biblia. Con frecuencia, se incluyen también los instrumentos de la muerte de Cristo: la lanza con la cual le atravesaron el costado y la caña con la esponja empapada en vinagre que un soldado romano le dio a Cristo.

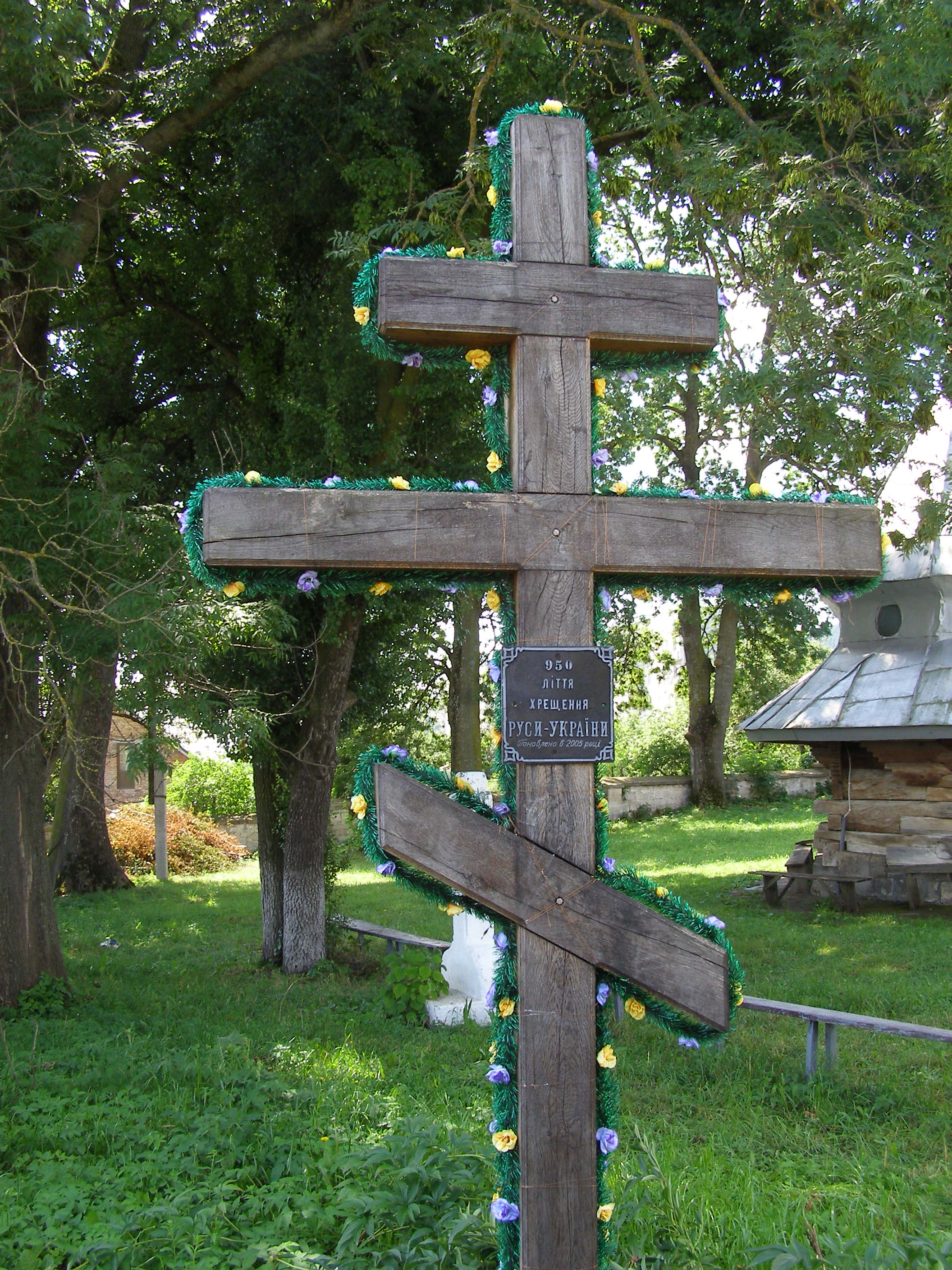
Cruz de madera en Ucrania.
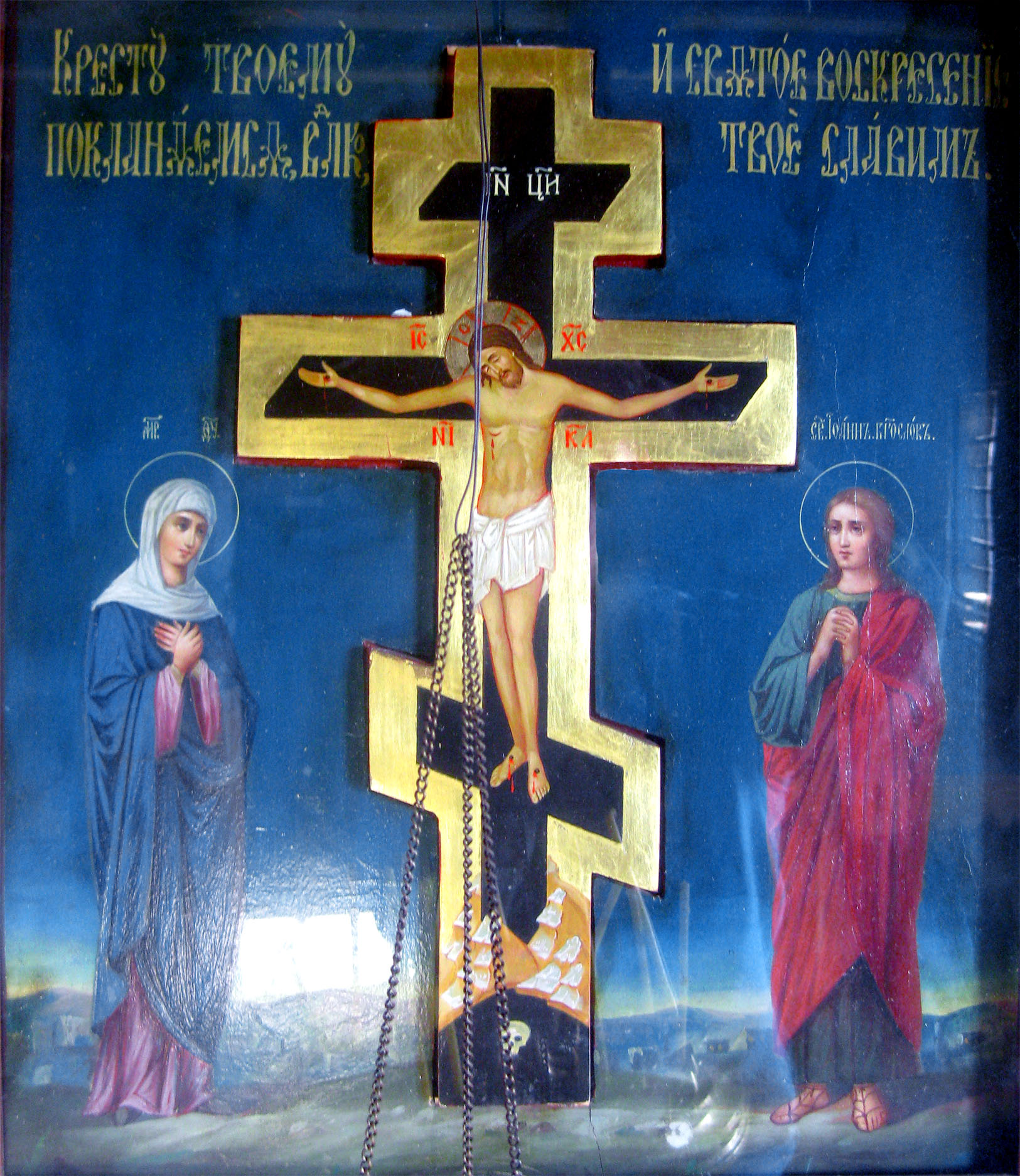
Icono de Karelia, Rusia.